# Mycroft Holmes
Mycroft Holmes er en fiktiv person i historierne skrevet af Sir Arthur Conan Doyle. Han er storebror til den (syv år yngre) kendte detektiv Sherlock Holmes. Han er også storebror til Eurus Holmes som der ikke er nævnt i bøgerne men i tv-serien Sherlock